# Tepidibacter formicigenes
Tepidibacter formicigenes è una specie di batterio appartenente alla famiglia delle Clostridiaceae.